# Trinidad en Tobago op de Gemenebestspelen

Vlag van Trinidad en Tobago

Trinidad en Tobago is een van de landen die deelneemt aan de Gemenebestspelen (of Commonwealth Games). Sinds 1934 heeft Trinidad en Tobago negentienmaal deelgenomen. In totaal over deze negentien edities won Trinidad en Tobago 61 medailles.

## Medailles
| Trinidad en Tobago op de Gemenebestspelen | Trinidad en Tobago op de Gemenebestspelen | Trinidad en Tobago op de Gemenebestspelen | Trinidad en Tobago op de Gemenebestspelen | Trinidad en Tobago op de Gemenebestspelen | Trinidad en Tobago op de Gemenebestspelen |
| ----------------------------------------- | ----------------------------------------- | ----------------------------------------- | ----------------------------------------- | ----------------------------------------- | ----------------------------------------- |
| Jaar                                      | Goud                                      | Zilver                                    | Brons                                     | Totaal                                    | Rang                                      |
| 1934                                      | -                                         | -                                         | -                                         | -                                         | /                                         |
| 1938                                      | -                                         | -                                         | -                                         | -                                         | /                                         |
| 1954                                      | 2                                         | 2                                         | -                                         | 4                                         | 8                                         |
| 1958                                      | -                                         | -                                         | 1                                         | 1                                         | 21                                        |
| 1962                                      | -                                         | -                                         | 2                                         | 2                                         | 15                                        |
| 1966                                      | 5                                         | 2                                         | 2                                         | 9                                         | 6                                         |
| 1970                                      | -                                         | 4                                         | 3                                         | 7                                         | 17                                        |
| 1974                                      | -                                         | 1                                         | 1                                         | 2                                         | 18                                        |
| 1978                                      | -                                         | 2                                         | 2                                         | 4                                         | 16                                        |
| 1982                                      | -                                         | -                                         | -                                         | -                                         | /                                         |
| 1990                                      | -                                         | -                                         | -                                         | -                                         | /                                         |
| 1994                                      | -                                         | -                                         | 2                                         | 2                                         | 24                                        |
| 1998                                      | 1                                         | 1                                         | 1                                         | 3                                         | 17                                        |
| 2002                                      | -                                         | 1                                         | -                                         | 1                                         | 32                                        |
| 2006                                      | -                                         | -                                         | 3                                         | 3                                         | 33                                        |
| 2010                                      | -                                         | 4                                         | 2                                         | 6                                         | 24                                        |
| 2014                                      | -                                         | 3                                         | 5                                         | 8                                         | 22                                        |
| 2018                                      | 2                                         | 1                                         | -                                         | 3                                         | 18                                        |
| 2022                                      | 3                                         | 2                                         | 1                                         | 6                                         | 15                                        |